# Światopełk Karpiński
Światopełk Jerzy Karpiński (ur. 27 marca 1909 w Łasku, zm. 21 kwietnia 1940 w Wilnie) – polski poeta i satyryk.

## Życiorys
Urodził się w rodzinie Franciszka i Henryki z Brochockich. Był bratem Zbigniewa, architekta. Ukończył szkołę średnią w Łodzi i Szkołę Nauk Politycznych w Warszawie. Współpracował z „Cyrulikiem Warszawskim” i czasopismem „Szpilki”. 25 stycznia 1936 za zbiór Trzynaście wierszy otrzymał Nagrodę Młodych Polskiej Akademii Literatury w kwocie 2 tys. zł. Pisał felietony, szopki polityczne (wraz z Januszem Minkiewiczem), także piosenki kabaretowe. Napisał również scenariusz do polskiego filmu fabularnego Amerykańska awantura (1936).
Na stopień podporucznika rezerwy został mianowany ze starszeństwem z 1 stycznia 1937 i 712. lokatą w korpusie oficerów piechoty. W 1939 walczył w obronie Warszawy. Próbował przedostać się do Francji przez Litwę.
15 lipca 1940 zagrano nową rewię w teatrzyku Na Antresoli A my dalej z Dymszą. Recenzent podkreślał, że wszystkie teksty „są pióra znanych literatów z Światopełkiem Karpińskim na czele”.
Swoje wierszyki satyryczne publikowane w okresie 1938-1939, publikowane na łamach Głosu Narodowego i Kuriera Warszawskiego podpisywał pseudonimem Karp.. Były one często przedrukowywane przez inne gazety.
Podczas pobytu w Wilnie, gdzie współpracował z teatrami, zmarł w niejasnych okolicznościach. Według świadectwa lekarskiego na zawał, ale wątpliwości budził ślad po zastrzyku na ramieniu. Pojawiły się plotki, że został zamordowany przez nacjonalistów litewskich, popełnił samobójstwo lub przedawkował narkotyki.

## Zbiory wierszy
- 1932 – Ludzie wśród ludzi
- 1935 – Mieszczański poemat
- 1936 – Trzynaście wierszy
- 1938 – Poemat o Warszawie

## Proza
- 1937 – Kredą na parkanie
- 1938 – Ściana śmiechu

## Upamiętnienie
Imieniem Światopełka Karpińskiego nazwano jedną z ulic w Łasku.